# Nakkebølle-sagen
Nakkebølle-sagen var en häxprocess som ägde rum i Danmark 1596–1598. Det var tillsammans med Gyldenstierne-sagen en av två stora häxerimål inom adeln som lades fram för kungen nästan samtidigt på 1590-talet. Det är också känt som den första av tre häxprocesser kring Christence Kruckow. 

## Bakgrund
Anne Bille (1564–1640) gifte sig 1584 med Eiler Brockenhuus, ägare av Nakkebølle gods vid Fåborg. Paret hade närvarat vid festligheterna inför Anna av Danmarks bröllopsresa 1598, som hade resulterat i häxprocessen i Köpenhamn. Anne Bille födde fram till 1596 femton barn, som alla dog kort efter födseln. Rykten påstod att Anne Bille själv hade dödat sina barn. Samma år, i juli 1596, anklagade hennes kusin Anne Hardeberg häxor för att ha förorsakat hennes sons död, och Anne Bille hävdade då själv att hennes barn hade dött på grund av häxeri. 

## Processen
I augusti 1596 greps bondkvinnan Ousse Lauritzes på godset Nakkebølle och erkände sig ha förhäxat Anne Bille. Ousse Lauritzes förhördes under tortyr på godset, och angav flera andra kvinnor, bland dem Christence Kruckow, som 6 augusti angavs som häxgruppens ledare. Christence Kruckow var en adlig ogifta kvinna som hade bott på Nakkebølle för att lära sig en husmors plikter, vilket var normalt i adliga kretsar, men när häxprocessen började hade hon flyttat till sin syster. Häxorna ska under ledning av Kruckow ha bundit ett trollband med knutar i godsets riddarsal, för att godsägaren skulle bli impotent och inga arvingar födas i huset. De hade därefter tillverkat ett vaxbarn, som Kruckow i hemlighet burit vid armen i 40 veckor för att simulera graviditet: en präst hade döpt vaxbarnet Åstrup Kirke, och de hade slutligen offrat vaxbarnet i kyrkan på högaltaret och begravt det, medan de uttalade ”Nu sætter vi al Anne Billes lykke og velfærd ned”. 
Hela häxprocessen ägde rum på godset, där de åtalade greps, fängslades och torterades, vilket var lagligt i Danmark där livegenskap rådde och livegna kunde dömdas i godsets egen domstol. En ovanlig sak var att Anne Bille själv uppges ha skött förhöret av de torterade häxorna, eftersom hennes make då befann sig i Köpenhamn för kungens kröning. 

## Upplösning
Två av de andra kvinnor som angavs av Ousse Lauritzes greps omedelbart och bekräftade hennes historia. Även Christence Kruckow instämdes att försvara sig av fogden i Sallinge, men som adlig gjorde hon det enbart skriftligt. Hon infann sig vid rätten med sin bror Jens Kruckow som gav henne sitt stöd. Hon lade metodiskt fram naturliga förklaringar på alla åtalspunkter. Hon förnekade att hon någonsin sett ett vaxbarn. Hon gick också till motangrepp mot Anne Bille:
”at det ikke gjorde dig [Anne Bille] så ondt, at du fik de døde børn, som at det gjorde dig, at folk var af den mening, at du var forgjort, eller at du selv var årsag dertil”.
Christences bror Jens Kruckow och klagade på att hennes och därmed släktens namn hade kränkts. Han menade också att hon som adlig hade rätt att prövas enbart av kungens egen domstol. Saken lades fram inför kungens riksråd. Kungen och riksrådet bedömde de övriga åtalade som ”letfærdige aflivede djævelskroppe, som giver sig fra Gud og til Djævelen”, medan Christence Kruckow i egenskap av adlig lovades att inte behöva ha med saken att göra mer. 
De övriga tre åtalade kvinnorna i samma mål, som tillhörde allmogen, blev levande brända på bål. 
Christence Kruckow skulle dock 1612 bli inblandad i ännu ett åtal för trolldom. 